# (9487) Kupe
(9487) Kupe ist ein Asteroid des Hauptgürtels, der am 17. Oktober 1960 von dem niederländischen Astronomenehepaar Cornelis Johannes van Houten und Ingrid van Houten-Groeneveld entdeckt wurde. Die Entdeckung geschah im Rahmen des Palomar-Leiden-Surveys, bei dem von Tom Gehrels mit dem 120-cm-Oschin-Schmidt-Teleskop des Palomar-Observatoriums (IAU-Code 675) aufgenommene Feldplatten an der Universität Leiden durchmustert wurden.
Der Asteroid ist Mitglied der Koronis-Familie, einer Gruppe von Asteroiden, die nach (158) Koronis benannt ist.
(9487) Kupe ist nach Kupe benannt, dem Entdecker Neuseelands (Maorische Sprache: Aotearoa) in der Mythologie der Māori.